# Śląska Partia Socjaldemokratyczna
Śląska Partia Socjaldemokratyczna (ŚPSD) – organizacja lewicowa, działająca na spornym pomiędzy Polską, a Czechosłowacją, międzynarodowym terytorium plebiscytowym Śląsk Cieszyński w roku 1920, skupiająca w swych szeregach osoby uważające się wyłącznie za Ślązaków, czyli odrębną narodowość śląską, w polskiej, niemieckiej i czeskiej literaturze naukowej zaliczana jest w poczet tzw. ruchów ślązakowskich (Šlonzacke hnuti, Schlonsakenbewegung) lub śląskich ruchów separatystycznych.

## Geneza
Na początku 1920 w Cieszynie na wspólnym zebraniu Śląskiej Partii Ludowej i Delegacji Partii Niemieckich, wspólnie dążących do utworzenia niepodległego państwa śląskiego, gościł lider półmilionowego Związku Górnoślązaków-Bund der Oberschlesier – Ewald Latacz. Od swych cieszyńskich rodaków „otrzymał pełnowartościową zachętę propagandową” do działalności na rzecz zjednoczenia pruskiego Górnego Śląska ze Śląskiem Cieszyńskim w ramach niepodległego państwa – jak stwierdził niemiecki badacz Rudolf Vogel, który skomentował to następująco: Myśl zanurzona na spornym ostrawsko-karwińskim terenie przemysłowym, wokół toczącej się walki polsko-czeskiej oraz ludność mieszana spokrewniona z górnośląską i silne kolonie ludności niemieckiej, wiodła do zjednoczenia z Górnym Śląskiem. Solidne, silne gospodarczo państwo byłoby z tym wzniesione między państwami środkowo-europejskimi, jak druga Belgia. Równocześnie ponowiono apel do aliantów o utworzenie niepodległej Republiki Wschodni Śląsk – Cieszyn. Apel przeszedł bez echa, a „Ostschlesier” – organ prasowy niemieckiej Rady Ludowej (Volksrat) w Cieszynie pisał: My Ślązacy wyciągniemy z tego wniosek, gdzie i w którym państwie będziemy chcieli wznieść przyszłą budowę naszej ojczyzny. Wówczas lewicowi zwolennicy niepodległości Śląska Cieszyńskiego lub jego autonomii w ramach Czechosłowacji – Paweł Bajtek i Franciszek Janku, utworzyli Śląską Partię Socjaldemokratyczną (ŚPSD) z siedzibą we Frysztacie. W tworzenie struktur Śląskiej Partii Socjaldemokratycznej w Ustroniu i Goleszowie był zaangażowany osobisty sekretarz przywódcy Śląskiej Partii Ludowej – Józefa Kożdonia – ustroński nauczyciel Karol Smyczek rodem z Ochab. Dawni zwolennicy polskich socjalistów z obu miejscowości masowo zasilili nowe ugrupowanie, nad czym ubolewał organ prasowy PPS. Śląska Partia Socjaldemokratyczna pozyskała wielu działaczy i sympatyków nie tylko wśród dotychczasowych lewicowych zwolenników Józefa Kożdonia (Cholewa, Kajzar) i byłych socjalistów polskich (Cichoń, Lazar), lecz także wśród socjalistów czeskich i niemieckich. Pośród liderów grupy terenowej ŚPSD we Frysztacie, obok Urbaczka znaleźli się także dwaj inni Ślązacy, postrzegani przez Polaków jako „Czesi”: Selczik i Lichnoisky. Natomiast socjaliści niemieccy na Śląsku Cieszyńskim kolportowali „Ślązaka”, jako dodatek do „Freiheit” (Wolność) – organu prasowego DSAP.
Równolegle uaktywniła się Polska Partia Socjaldemokratyczna (PPSD) Śląska Cieszyńskiego i Moraw, która rozpoczęła wydawanie własnego organu prasowego „Głos Robotniczy”, stojący w zdecydowanej opozycji do „Robotnika Śląskiego” – organu prasowego Polskiej Partii Socjalistycznej (PPS) – Tadeusza Regera. PPSD zdobyła wielu zwolenników w okolicach Ostrawy Śląskiej i Bogumina. Natomiast jej lider Emanuel Chobot został nominowany na członka Komisji Zarządzającej miasta Morawskiej Ostrawy, jako przedstawiciel tamtejszych Polaków.

## Działalność
30 stycznia 1920 roku wróciła do Cieszyna Komisja Międzysojusznicza (IAK). Jej celem było zapewnienie warunków do uczciwego przeprowadzenia plebiscytu. Z dniem 8 lutego alianci wprowadzili nowe zarządzenia. Śląsk Cieszyński został obsadzony przez kontyngent wojsk francuskich i włoskich. Usunięto polsko-czeską linię demarkacyjną, jednocześnie polecając wycofanie oddziałów armii czechosłowackiej za Ostrawicę, a wojsk polskich za Białkę. Rozwiązano i rozbrojono milicję. Wprowadzono swobodę druku, znosząc cenzurę prewencyjną. Amnestionowano więźniów politycznych. Nową sytuację natychmiast wykorzystali zwolennicy narodowości śląskiej. Na niedzielę 9 lutego 1920 w Cieszynie zwołano wiec Śląskiej Partii Socjaldemokratycznej (ŚPSD). Przed rozpoczęciem wiecu w mieście pojawiła się kilkusetosobowa bojówka PPS z Trzyńca, która napadła na organizatorów wiecu i brutalnie ich pobiła. „Młodego Bajtka z Frysztatu w Cieszynie z jego „Ślązakiem” obito batem na psy…” – chwalił się organ prasowy PPS. Bojówkarze wtargnęli też do domu sklepikarza Pszczółki – cieszyńskiego dystrybutora „organu Śląskiej Partyi Ludowej”. Zmusili go do otwarcia sklepu i wydania im całego zapasu „Ślązaka”, który spalili na rynku przez siedzibą Komisji Międzysojuszniczej, pokazując, jak rozumieją pojęcie „wolność prasy”. Kilka dni później w samym Trzyńcu bojówka ta pobiła liderkę ŚPSD w Bystrzycy – Czudkową. 12 lutego 1920 roku ustroński nauczyciel Karol Smyczek – osobisty sekretarz Józefa Kożdonia – utworzył grupę terenową Śląskiej Partii Socjaldemokratycznej (ŚPSD) w Goleszowie. 15 lutego zorganizował 500-osobowy wiec partyjny w goleszowskiej karczmie. Zjawiła się tam ponad 100-osobowa polska bojówka PPS z Trzyńca. Doszło do bójki, podczas której Ślązacy odparli napastników. W efekcie Polacy sięgnęli po broń palną, śląscy robotnicy uczynili to samo. Ciężko ranni zostali dwaj Polacy i jeden Ślązak, wielu uczestników zajść miało drobne obrażenia. Ostatecznie trzyniecka bojówka musiała salwować się ucieczką, a śląski wiec dokończono w sile 200 osób. Oto komentarz prasy polskiej: Kilku Polaków musiało ratować się ucieczką, a skutek był ten, że następnego dnia kompania obandażowanych Kożdoniowców zjawiła się w Komisji alianckiej ze skargami na Polaków. – Szczyt perfidii! Bijący idą skarżyć! I wysłuchano ich! I usunięto polskiego komendanta posterunku żandarmerii Na 17 lutego Karol Smyczek zapowiedział kolejny wiec w Goleszowie. W tym samym dniu miał się odbyć także zgromadzenie komitetu plebiscytowego Śląskiej Partii Ludowej w pobliskiej Cisownicy. Do Goleszowa wybrała się również znacznie liczniejsza, niż dwa dni wcześniej, trzyniecka bojówka PPS. Tym razem o wiele lepiej uzbrojona w sile 400-500 osób. Po drodze wtargnęła do Cisownicy, lecz Ślązacy zdążyli odwołać swój wiec i uniknęli napaści. Wówczas bojówkarze napadli na dom rolnika Mamicy – działacza Śląskiej Partii Ludowej. Chorego na zapalenie płuc Ślązaka wywlekli z łóżka i brutalnie pobili. Pobili również jego żonę i oboje zmusili do przysięgi, że w plebiscycie zagłosują za Polską. Wiadomość o terrorze w Cisownicy i kolejnym celu trzynieckiej bojówki otrzymał goleszowski proboszcz ewangelicki ks. Paweł Broda, który z kolei natychmiast poinformował o tym burmistrza, żandarmerię zaalarmowano, sklepy pozamykano i z twogą spoza rogów ulic i chat wyglądano co to będzie. Goleszowscy liderzy Śląskiej Partii Ludowej – Paweł Lamatsch, nauczyciel Glajcar i Dziadek, nie chcą narażać mieszkańców swego miasta, przy pomocy pastora Brody śląski wiec odwołali. Kilka godzin później, nocą ta sama bojówka w liczbie 150 osób włamała się do mieszkania Pszczółki – działacza Śląskiej Partii Ludowej w Trzyńcu i dwukrotnie brutalnie go pobiła. W hucie frysztackiej bojówka PPS pobiła jednego liderów tutejszej grupy terenowej ŚPSD – Józefa Piegrzyma i zmusiła go, by „wobec 500 współpracowników uroczyście wyrzekł się Kożdonia” – o czym z satysfakcją informował organ prasowy PPS. Później informował o innych sukcesach polskich bojówek, jak zmuszenie członka ŚPSD – zastępcy majstra Niemca z frysztackiej sztancowni, do zaprzestania kolportażu „Ślązaka”. Mimo terroru polskich bojówek, ugrupowanie socjalistów narodowości śląskiej osiągnęło szacunkową liczebność około 10 000 członków.

## Fuzja socjaldemokratów
Pod wpływem ataków trzynieckiej bojówki PPS wobec śląskich socjaldemokratów (ŚPSD), Józef Kożdoń porozumiał się z Emanuelem Chobotem – liderem Polskiej Partii Socjaldemokratycznej (PPSD) Śląska Cieszyńskiego i Moraw. Wzajemne kontakty ułatwiał fakt, że obaj politycy działali w Morawskiej Ostrawie oraz mieli zbieżne poglądy na temat niepodzielności zagłębia ostrawsko-karwińskiego. Celem porozumienia obu polityków było wcielenie Śląskiej Partii Socjaldemokratycznej (ŚPSD) do ugrupowania Chobota. W efekcie wkrótce organ prasowy PPSD donosił: „W niedzielę 30 maja br. przed południem odbyła się w Domu Polskim w Mor. Ostrawie konferencja przedstawicieli PPSD i ŚPSD. […] W konferencji wzięło udział 42 morawskich a 20 śląskich towarzyszy. Oprócz tego byli obecni przedstawiciele niemieckiej partii socjaldemokratycznej tow. poseł Dr. Haas i tow. Barwig. Po wyborze ujął się słowa tow. Chobot, który przedstawił zebranym dotychczasowy przebieg sporu o Śląsk Cieszyński, który przy nieudolności dyplomacji koalicyjnej dotychczas nie został załatwiony i obecnie przybrał cechy zbrodniczej walki bratobójczej […] Jedynie niemieccy socjaliści na Śląsku dotychczas nie podlegli szkodliwemu szowinizmowi”. Uchwalono zjednoczenie obydwu partii, przy czym członkowie ŚPSD mieli przystąpić do PPSD lub utrzymywać z nią ścisłe kontakty. Postanowiono również wysłać deputację w składzie: Chobot i Badura – PPSD oraz Janku i Bajtek – ŚPSD do tow. posła Prokesza – lidera Czesko-słowiańskiej Partii Socjal-demokratycznej.

## Kres działalności
W październiku 1920 roku odbył się I zjazd PPS i PPSD w Czechosłowacji. Liderzy Polskiej Partii Socjaldemokratycznej – Emanuela Chobota i Polskiej Partii Socjalistycznej – Tadeusza Regera rozpoczęli tu rozmowy na temat ponownego zjednoczenia obydwu ugrupowań. Należący do PPSD członkowie Śląskiej Partii Socjaldemokratycznej chcieli, aby zjednoczona partia stała się partią śląską, reprezentującą robotników narodowości śląskiej, lecz byli w mniejszości w stosunku do zdeklarowanych Polaków, wywodzących się głównie z Małopolski. Ci ostatni pod wodzą Regera przeforsowali uchwałę z zapisem: „czujemy się i pozostaniemy Polakami, uważając pojęcie Ślązacy – za pojęcie geograficzne, nie zaś narodowe”. Ostatecznie pogrzebało to jakiekolwiek szanse na reaktywację Śląskiej Partii Socjaldemokratycznej (ŚPSD), która po stronie czechosłowackiej miała bardzo słabe struktury, a po stronie polskiej nie miała możliwości jakiejkolwiek legalnej działalności. W efekcie drogi byłych śląskich socjalistów rozeszły się. Część z nich, mimo wszystko pozostała w strukturach PPSD, które ostatecznie zjednoczyły się z PPS dopiero 20 lutego 1921 roku, przyjmując nazwę Polskiej Socjalistycznej Partii Robotniczej (PSPR), jednak jedność polskich socjalistów utrzymała się zaledwie do czerwca, gdy wydawany przez Emanuela Chobota „Głos Robotniczy” stał się organem prasowym polskiej sekcji Komunistycznej Partii Czechosłowacji (sam Chobot kilka lat później wrócił do PSPR). Inni byli członkowie Śląskiej Partii Socjaldemokratycznej z liderami Pawłem Bajtkiem i Franciszkiem Janku na czele uznało, że bliżej im do Czechów, niż do Polaków, więc zalilili struktury czeskiej socjaldemokracji. Pozostali z Cichoniem na czele, dla których priorytetem była śląska tożsamość narodowa, przeszli do Śląskiej Partii Ludowej. Sam Cichoń wkrótce został jej liderem w Jabłonkowie.

## Struktury i działacze
Liderami Śląskiej Partii Socjaldemokratycznej byli Paweł Bajtek i Franciszek (František) Janku. Poza nimi we władzach ŚPSD zasiadali: Bajtek junior (syn Pawła) i Henryk Urbaczek (Jindřich Urbaček) z Frysztatu, Gąsior z Karwiny, Cichoń (rodem z Istebnej) – prezes konsumu polskich socjalistów w Trzyńcu, Czudkowa z Bystrzycy koło Jabłonkowa, Paweł Lazar – stolarz z Cieszyna (do 1918 roku socjalista polski) i dotychczasowi członkowie zarządów grup terenowych Śląskiej Partii Ludowej – Jan Cholewa z Ustronia i Jan Kajzar – wójt Puńcowa.
Wśród członków Śląskiej Partii Socjaldemokratycznej (ŚPSD) trzon stanowili robotnicy z Frysztatu, Zebrzydowic, Goleszowa, Ustronia, Wisły i Bystrzycy. W mniejszym stopniu górnicy z Karwiny i hutnicy z Trzyńca, gdzie działały bojówki Polskiej Partii Socjalistycznej, głosząc: „Śląska Partya Socyalno-demokratyczna – oszustwem czeskim”. ŚPSD miała wielu zwolenników w powiecie ziemskim bielskim m.in. w Cisownicy, Chybiu, Hermanicach, Jaworzu, Jasienicy, Kozakowicach, Lipowcu, Międzyświeciu i Simoradzu oraz powiecie ziemskim cieszyńskim m.in. Błędowicach Dolnych, Cierlicku, Dzięgielowie, Haźlachu, Końskiej, Nieborach, Lesznej Górnej, Łyżbicach, Oldrzychowicach, Puńcowie, Szumbarku i samym Cieszynie.
Śląska Partia Socjaldemokratyczna (ŚPSD) nie wydawała własnej prasy, a jedynie korzystała z łamów „Ślązaka” - organu prasowego Śląskiej Partii Ludowej.